# Palosaaret (ö i Södra Karelen, Villmanstrand, lat 61,26, long 27,62)
Palosaaret är en ö i Finland. Den ligger i sjön Kuolimo och i kommunen Savitaipale i den ekonomiska regionen  Villmanstrands ekonomiska region  och landskapet Södra Karelen, i den södra delen av landet, 190 km nordost om huvudstaden Helsingfors. Öns area är 0,8 hektar och dess största längd är 180 meter i nord-sydlig riktning.  Notera att namnet antyder att det är fråga om flera öar.